# Тітіній
Тітіній (лат. Titinius; дати народження й смерті невідомі ) — давньоримський поет, комедіограф, майстер тогати.

## Життя й творчість
Стосовно місця та дати народження немає відомостей. Ймовірно він був представником старовинного патриціанського роду або вільновідпущенником когось з цього роду. За низкою відомостей його звали Веттій, хоча точно не доведено. Творча діяльність припадає на 200–170 роки до н. е.
Був найстарший з трьох (Афраній, Тита Квінкція Атта) відомих представників римської комедії — тогати. Всього у його доробку було 105 п'єс. Від творчості Тітінія збереглося тільки декілька фрагментів (180 строф) і 15 назв, типових для тогати, здебільшого відносяться до жінок: «Сукониця», «Сестра-близнюк», «Законниця», «Пасербиця». При цьому жінки не гетери або рабині, як у греків, а вільні громадянки.
Рідше зустрічаються чоловічі головні ролі (колись виконувалися жінками): «Гортензія», «Квінта». Деякі п'єси, як наприклад, «Сліпий» і «Кульгавий», виконані зі своєрідним гумором і уїдливістю, що наближають їх до народного фарсу. У всіх п'єсах Тітітнія представлено в гумористичній формі фольклор італійських племен і міст.
За замальовками характерів Тітінія порівнювали з Теренцієм, а своїм міцним народним тоном, жвавістю і свіжістю нагадують Плавта. Втім мова Тітіня має значні рису архаїзму, вона доволі складна для сприйняття.